# Von Cotzhausen
von Cotzhausen är en tysk adlig släkt som först omnämns på 1500-talet.
År 1699 förvärvade Johann Bernhard von Kotzhausen Haus Kambach, ett vattenomgärdat barockslott som idag är kulturminnesskyddat,  utanför Aachen som släktsäte. Landområdet Rittergut Wedau var släktens fideikommiss.
Släkten bar friherrestatus under kungen av Preussen och är upptagen i Freiherrenklasse der preußischen Rheinprovinz. 1811 utnämndes Heinrich Wilhelm Ludwig von Cotzhausen (von Wedau und Kambach) av den  franske kejsaren Napoleon I till Baron de l'Empire samt utsågs till President de College de l'Empire. Efter baronens tidiga död kom hans hustru friherrinnan von Broich zu Dürwiss att lämna slottet Haus Kambach 1851 och delar av familjen flyttade till USA. I USA blev yngste sonen Frederick W. von Cotzhausen framstående amerikansk jurist samt senator för staten Wisconsin.

## Ätten i Sverige
I Sverige omnämns släkten främst i samband med tyska kejsarens statsbesök där konteramiral Hugo Gustav Oscar Eugène von Cotzhausen förde flotteskadern. Vid den kungliga banketten träffade han sin blivande hustru, Elsa Banér.